# Deuxième district congressionnel de l'Oregon
Le 2e district congressionnel de l'Oregon est le plus grand des six districts de l'Oregon et le septième plus grand district du pays. Il s'agit de la deuxième plus grande circonscription congressionnelle du pays qui ne couvre pas un État entier et est représentée par le Républicain Cliff Bentz d'Ontario depuis 2021.
Le district couvre environ les deux tiers de l'État, à l'est de la Vallée de la Willamette. Il comprend les comtés de Baker, Crook, Gilliam, Grant, Harney, Hood River, Jackson, Josephine, Klamath, Lake, Malheur, Morrow, Sherman, Umatilla, Union, Wallowa, Wasco, Wheeler, tous sauf une petite partie du Comté de Jefferson et les parties sud-est de Deschutes (à l'exclusion de Bend et des zones au nord-ouest) et le Comté de Douglas.
Avec un indice CPVI de R+15, c'est le seul district républicain sûr de l'Oregon. Il est aux mains des Républicains depuis 1981.

## Historique de vote
| Année | Poste     | Résultats              |
| ----- | --------- | ---------------------- |
| 2000  | Président | Bush 60,0 % - 35,0 %   |
| 2004  | Président | Bush 61,0 %- 38,0 %    |
| 2008  | Président | McCain 54,0 % - 43,0 % |
| 2012  | Président | Romney 57,0 % - 41,0 % |
| 2016  | Président | Trump 57,0 % - 36,0 %  |
| 2020  | Président | Trump 55,0 % - 42,0 %  |

## Liste des Représentants du district
| Membre                          | Parti       | Années                           | Congrès        | Histoire électorale |
| ------------------------------- | ----------- | -------------------------------- | -------------- | --- |
| District établit le 4 mars 1893 |             |                                  |                | |
| William R. Ellis (en)           | Républicain | 4 mars 1893 - 3 mars 1899        | 53e - 55e      | Élu en 1892. Réélu en 1894. Réélu en 1896. Perd sa renomination. |
| Malcolm A. Moody (en)           | Républicain | 4 mars 1899 - 3 mars 1903        | 56e , 57e      | Élu en 1898. Réélu en 1900. Perd sa renomination. |
| John N. Williamson (en)         | Républicain | 4 mars 1903 - 3 mars 1907        | 58e , 59e      | Élu en 1902. Réélu en 1904. Retrait. |
| William R. Ellis (en)           | Républicain | 4 mars 1907 - 3 mars 1911        | 60e , 61e      | Élu en 1906. Réélu en 1908. Perd sa renomination. |
| Walter Lafferty (en)            | Républicain | 4 mars 1911 - 3 mars 1913        | 62e            | Élu en 1910. Redécoupage vers le 3e district. |
| Nicholas J. Sinnott (en)        | Républicain | 4 mars 1913 - 31 mai 1928        | 63e - 70e      | Élu en 1912. Réélu en 1914. Réélu en 1916. Réélu en 1918. Réélu en 1920. Réélu en 1922. Réélu en 1924. Réélu en 1926. Démissionne pour devenir Juge à la U.S. Court of Claims.                        |
| Vacant                          | Vacant      | 31 mai 1928 - 6 novembre 1928    | 70e            | |
| Robert R. Butler (en)           | Républicain | 6 novembre 1928 - 7 janvier 1933 | 70e - 72e      | Élu pour terminer le mandat de Sinnott. Réélu en 1930. Perd sa réélection et décède avant le début du mandat suivant.                                                                                 |
| Vacant                          | Vacant      | 7 janvier 1933 - 3 mars 1933     | 72e            | |
| Walter M. Pierce (en)           | Démocrate   | 4 mars 1933 - 3 janvier 1943     | 73e - 77e      | Élu en 1932. Réélu en 1934. Réélu en 1936. Réélu en 1938. Réélu en 1940. Perd sa réélection. |
| Lowell Stockman (en)            | Républicain | 3 janvier 1943 - 3 janvier 1953  | 78e - 82e      | Élu en 1942. Réélu en 1944. Réélu en 1946. Réélu en 1948. Réélu en 1950. Retrait. |
| Sam Coon (en)                   | Républicain | 3 janvier 1953 - 3 janvier 1957  | 83e , 84e      | Élu en 1952. Réélu en 1954. Perd sa réélection. |
| Al Ullman (en)                  | Démocrate   | 3 janvier 1957 - 3 janvier 1981  | 85e - 96e      | Élu en 1956. Réélu en 1958. Réélu en 1960. Réélu en 1962. Réélu en 1964. Réélu en 1966. Réélu en 1968. Réélu en 1970. Réélu en 1972. Réélu en 1974. Réélu en 1976. Réélu en 1978. Perd sa réélection. |
| Denny Smith (en)                | Républicain | 3 janvier 1981 - 3 janvier 1983  | 97e            | Élu en 1980. Redécoupage vers le 5e district. |
| Robert F. Smith (en)            | Républicain | 3 janvier 1983 - 3 janvier 1995  | 98e - 103e     | Élu en 1982. Réélu en 1984. Réélu en 1986. Réélu en 1988. Réélu en 1990. Réélu en 1992. Retrait. |
| Wes Cooley (en)                 | Républicain | 3 janvier 1995 - 3 janvier 1997  | 104e           | Élu en 1994. Renominé mais se retire avant l'élection. |
| Robert F. Smith (en)            | Républicain | 3 janvier 1997 - 3 janvier 1999  | 105e           | Élu en 1996. Retrait. |
| Greg Walden                     | Républicain | 3 janvier 1999 - 3 janvier 2021  | 106e - 116e    | Élu en 1998. Réélu en 2000. Réélu en 2002. Réélu en 2004. Réélu en 2006. Réélu en 2008. Réélu en 2010. Réélu en 2012. Réélu en 2014. Réélu en 2016. Réélu en 2018. Retrait.                           |
| Cliff Bentz                     | Républicain | 3 janvier 2021 - Présent         | 117e - Présent | Élu en 2020. Réélu en 2022. Réélu en 2024. |

## Résultats des récentes élections
Voici les résultats des dix précédents cycles électoraux dans le district.

### 2004
| Élection de 2004 du 2e district congressionnel de l'Oregon | Élection de 2004 du 2e district congressionnel de l'Oregon | Élection de 2004 du 2e district congressionnel de l'Oregon | Élection de 2004 du 2e district congressionnel de l'Oregon | Élection de 2004 du 2e district congressionnel de l'Oregon |
| ---------------------------------------------------------- | ---------------------------------------------------------- | ---------------------------------------------------------- | ---------------------------------------------------------- | ---------------------------------------------------------- |
| Parti                                                      | Parti                                                      | Candidat                                                   | Votes                                                      | %                                                          |
|                                                            | Républicain                                                | Greg Walden (sortant)                                      | 248 461                                                    | 71,6                                                       |
|                                                            | Démocrate                                                  | John McColgan                                              | 88 914                                                     | 25,6                                                       |
|                                                            | Libertarien                                                | Jim Lindsay                                                | 4792                                                       | 1,4                                                        |
|                                                            | Constitution                                               | Jack Alan Brown                                            | 4060                                                       | 1,2                                                        |
|                                                            | Autres                                                     | Autres                                                     | 638                                                        | 0,2                                                        |
| Total des votes                                            | Total des votes                                            | Total des votes                                            | 346 865                                                    | 100%                                                       |
|                                                            | Les Républicains conservent                                |                                                            |                                                            |                                                            |

### 2006
| Élection de 2006 du 2e district congressionnel de l'Oregon | Élection de 2006 du 2e district congressionnel de l'Oregon | Élection de 2006 du 2e district congressionnel de l'Oregon | Élection de 2006 du 2e district congressionnel de l'Oregon | Élection de 2006 du 2e district congressionnel de l'Oregon |
| ---------------------------------------------------------- | ---------------------------------------------------------- | ---------------------------------------------------------- | ---------------------------------------------------------- | ---------------------------------------------------------- |
| Parti                                                      | Parti                                                      | Candidat                                                   | Votes                                                      | %                                                          |
|                                                            | Républicain                                                | Greg Walden (sortant)                                      | 181 529                                                    | 66,8                                                       |
|                                                            | Démocrate                                                  | Carol Voisin                                               | 82 484                                                     | 30,4                                                       |
|                                                            | Constitution                                               | Jack Alan Brown                                            | 7193                                                       | 2,6                                                        |
|                                                            | Autres                                                     | Autres                                                     | 513                                                        | 0,2                                                        |
| Total des votes                                            | Total des votes                                            | Total des votes                                            | 271 719                                                    | 100%                                                       |
|                                                            | Les Républicains conservent                                |                                                            |                                                            |                                                            |

### 2008
| Élection de 2008 du 2e district congressionnel de l'Oregon | Élection de 2008 du 2e district congressionnel de l'Oregon | Élection de 2008 du 2e district congressionnel de l'Oregon | Élection de 2008 du 2e district congressionnel de l'Oregon | Élection de 2008 du 2e district congressionnel de l'Oregon |
| ---------------------------------------------------------- | ---------------------------------------------------------- | ---------------------------------------------------------- | ---------------------------------------------------------- | ---------------------------------------------------------- |
| Parti                                                      | Parti                                                      | Candidat                                                   | Votes                                                      | %                                                          |
|                                                            | Républicain                                                | Greg Walden (sortant)                                      | 236 560                                                    | 69,5                                                       |
|                                                            | Démocrate                                                  | Noah Lemas                                                 | 87 649                                                     | 25,8                                                       |
|                                                            | Pacific Green (en)                                         | Tristin Mock                                               | 9668                                                       | 2,8                                                        |
|                                                            | Constitution                                               | Jack Alan Brown                                            | 5817                                                       | 1,7                                                        |
|                                                            | Autres                                                     | Autres                                                     | 685                                                        | 0,2                                                        |
| Total des votes                                            | Total des votes                                            | Total des votes                                            | 340 379                                                    | 100%                                                       |
|                                                            | Les Républicains conservent                                |                                                            |                                                            |                                                            |

### 2010
| Élection de 2010 du 2e district congressionnel de l'Oregon | Élection de 2010 du 2e district congressionnel de l'Oregon | Élection de 2010 du 2e district congressionnel de l'Oregon | Élection de 2010 du 2e district congressionnel de l'Oregon | Élection de 2010 du 2e district congressionnel de l'Oregon |
| ---------------------------------------------------------- | ---------------------------------------------------------- | ---------------------------------------------------------- | ---------------------------------------------------------- | ---------------------------------------------------------- |
| Parti                                                      | Parti                                                      | Candidat                                                   | Votes                                                      | %                                                          |
|                                                            | Républicain                                                | Greg Walden (sortant)                                      | 206 245                                                    | 74,1                                                       |
|                                                            | Démocrate                                                  | Joyce B. Segers                                            | 72 173                                                     | 25,9                                                       |
| Total des votes                                            | Total des votes                                            | Total des votes                                            | 278 418                                                    | 100%                                                       |
|                                                            | Les Républicains conservent                                |                                                            |                                                            |                                                            |

### 2012
| Élection de 2012 du 2e district congressionnel de l'Oregon | Élection de 2012 du 2e district congressionnel de l'Oregon | Élection de 2012 du 2e district congressionnel de l'Oregon | Élection de 2012 du 2e district congressionnel de l'Oregon | Élection de 2012 du 2e district congressionnel de l'Oregon |
| ---------------------------------------------------------- | ---------------------------------------------------------- | ---------------------------------------------------------- | ---------------------------------------------------------- | ---------------------------------------------------------- |
| Parti                                                      | Parti                                                      | Candidat                                                   | Votes                                                      | %                                                          |
|                                                            | Républicain                                                | Greg Walden (sortant)                                      | 228 043                                                    | 68,63                                                      |
|                                                            | Démocrate                                                  | Joyce B. Segers                                            | 96 741                                                     | 29,12                                                      |
|                                                            | Libertarien                                                | Joe Tabor                                                  | 7025                                                       | 2,11                                                       |
|                                                            | Write-In                                                   | Write-In                                                   | 446                                                        | 0,13                                                       |
| Total des votes                                            | Total des votes                                            | Total des votes                                            | 332 255                                                    | 100%                                                       |
|                                                            | Les Républicains conservent                                |                                                            |                                                            |                                                            |

### 2014
| Élection de 2014 du 2e district congressionnel de l'Oregon | Élection de 2014 du 2e district congressionnel de l'Oregon | Élection de 2014 du 2e district congressionnel de l'Oregon | Élection de 2014 du 2e district congressionnel de l'Oregon | Élection de 2014 du 2e district congressionnel de l'Oregon |
| ---------------------------------------------------------- | ---------------------------------------------------------- | ---------------------------------------------------------- | ---------------------------------------------------------- | ---------------------------------------------------------- |
| Parti                                                      | Parti                                                      | Candidat                                                   | Votes                                                      | %                                                          |
|                                                            | Républicain                                                | Greg Walden (sortant)                                      | 202 374                                                    | 70,41                                                      |
|                                                            | Démocrate                                                  | Aelea Christofferson                                       | 73 785                                                     | 25,67                                                      |
|                                                            | Libertarien                                                | Sharon L. Durbin                                           | 10 491                                                     | 3,65                                                       |
|                                                            | Write-In                                                   | Write-In                                                   | 775                                                        | 0,27                                                       |
| Total des votes                                            | Total des votes                                            | Total des votes                                            | 287 425                                                    | 100%                                                       |
|                                                            | Les Républicains conservent                                |                                                            |                                                            |                                                            |

### 2016
| Élection de 2016 du 2e district congressionnel de l'Oregon | Élection de 2016 du 2e district congressionnel de l'Oregon | Élection de 2016 du 2e district congressionnel de l'Oregon | Élection de 2016 du 2e district congressionnel de l'Oregon | Élection de 2016 du 2e district congressionnel de l'Oregon |
| ---------------------------------------------------------- | ---------------------------------------------------------- | ---------------------------------------------------------- | ---------------------------------------------------------- | ---------------------------------------------------------- |
| Parti                                                      | Parti                                                      | Candidat                                                   | Votes                                                      | %                                                          |
|                                                            | Républicain                                                | Greg Walden (sortant)                                      | 272 952                                                    | 71,69                                                      |
|                                                            | Démocrate                                                  | James "Jim" Crary                                          | 106 640                                                    | 28,00                                                      |
| Total des votes                                            | Total des votes                                            | Total des votes                                            | 380 739                                                    | 100%                                                       |
|                                                            | Les Républicains conservent                                |                                                            |                                                            |                                                            |

### 2018
| Élection de 2018 du 2e district congressionnel de l'Oregon | Élection de 2018 du 2e district congressionnel de l'Oregon | Élection de 2018 du 2e district congressionnel de l'Oregon | Élection de 2018 du 2e district congressionnel de l'Oregon | Élection de 2018 du 2e district congressionnel de l'Oregon |
| ---------------------------------------------------------- | ---------------------------------------------------------- | ---------------------------------------------------------- | ---------------------------------------------------------- | ---------------------------------------------------------- |
| Parti                                                      | Parti                                                      | Candidat                                                   | Votes                                                      | %                                                          |
|                                                            | Républicain                                                | Greg Walden (sortant)                                      | 207 597                                                    | 56,3                                                       |
|                                                            | Démocrate                                                  | Jamie McLeod-Skinner                                       | 145 298                                                    | 39,4                                                       |
|                                                            | Independent Oregon (en)                                    | Mark Roberts                                               | 15 536                                                     | 4,2                                                        |
| Total des votes                                            | Total des votes                                            | Total des votes                                            | 368 709                                                    | 100%                                                       |
|                                                            | Les Républicains conservent                                |                                                            |                                                            |                                                            |

### 2020
| Élection de 2020 du 2e district congressionnel de l'Oregon | Élection de 2020 du 2e district congressionnel de l'Oregon | Élection de 2020 du 2e district congressionnel de l'Oregon | Élection de 2020 du 2e district congressionnel de l'Oregon | Élection de 2020 du 2e district congressionnel de l'Oregon |
| ---------------------------------------------------------- | ---------------------------------------------------------- | ---------------------------------------------------------- | ---------------------------------------------------------- | ---------------------------------------------------------- |
| Parti                                                      | Parti                                                      | Candidat                                                   | Votes                                                      | %                                                          |
|                                                            | Républicain                                                | Cliff Bentz                                                | 273 835                                                    | 59,9                                                       |
|                                                            | Démocrate                                                  | Alex Spenser                                               | 168 881                                                    | 36,9                                                       |
|                                                            | Libertarien                                                | Robert Werch                                               | 14 094                                                     | 3,1                                                        |
|                                                            | Write-In                                                   | Write-In                                                   | 623                                                        | 0,1                                                        |
| Total des votes                                            | Total des votes                                            | Total des votes                                            | 457 433                                                    | 100%                                                       |
|                                                            | Les Républicains conservent                                |                                                            |                                                            |                                                            |

### 2022
| Primaire Républicaine de 2022 du 2e district congressionnel de l'Oregon | Primaire Républicaine de 2022 du 2e district congressionnel de l'Oregon | Primaire Républicaine de 2022 du 2e district congressionnel de l'Oregon | Primaire Républicaine de 2022 du 2e district congressionnel de l'Oregon | Primaire Républicaine de 2022 du 2e district congressionnel de l'Oregon |
| ----------------------------------------------------------------------- | ----------------------------------------------------------------------- | ----------------------------------------------------------------------- | ----------------------------------------------------------------------- | ----------------------------------------------------------------------- |
| Parti                                                                   | Parti                                                                   | Candidat                                                                | Votes                                                                   | %                                                                       |
|                                                                         | Républicain                                                             | Cliff Bentz (sortant)                                                   | 67 051                                                                  | 75,3                                                                    |
|                                                                         | Républicain                                                             | Mark Cavener                                                            | 17 372                                                                  | 19,5                                                                    |
|                                                                         | Républicain                                                             | Katherine Gallant                                                       | 4598                                                                    | 5,2                                                                     |

| Primaire Démocrate de 2022 du 2e district congressionnel de l'Oregon | Primaire Démocrate de 2022 du 2e district congressionnel de l'Oregon | Primaire Démocrate de 2022 du 2e district congressionnel de l'Oregon | Primaire Démocrate de 2022 du 2e district congressionnel de l'Oregon | Primaire Démocrate de 2022 du 2e district congressionnel de l'Oregon |
| -------------------------------------------------------------------- | -------------------------------------------------------------------- | -------------------------------------------------------------------- | -------------------------------------------------------------------- | -------------------------------------------------------------------- |
| Parti                                                                | Parti                                                                | Candidat                                                             | Votes                                                                | %                                                                    |
|                                                                      | Démocrate                                                            | Joseph Yetter                                                        | 27 814                                                               | 70,4                                                                 |
|                                                                      | Démocrate                                                            | Adam Prine                                                           | 11 669                                                               | 29,6                                                                 |

| Élection de 2022 du 2e district congressionnel de l'Oregon | Élection de 2022 du 2e district congressionnel de l'Oregon | Élection de 2022 du 2e district congressionnel de l'Oregon | Élection de 2022 du 2e district congressionnel de l'Oregon | Élection de 2022 du 2e district congressionnel de l'Oregon |
| ---------------------------------------------------------- | ---------------------------------------------------------- | ---------------------------------------------------------- | ---------------------------------------------------------- | ---------------------------------------------------------- |
| Parti                                                      | Parti                                                      | Candidat                                                   | Votes                                                      | %                                                          |
|                                                            | Républicain                                                | Cliff Bentz (sortant)                                      | 208 369                                                    | 67,5                                                       |
|                                                            | Démocrate                                                  | Joseph Yetter                                              | 99 882                                                     | 32,4                                                       |
|                                                            | Write-In                                                   | Write-In                                                   | 425                                                        | 0,1                                                        |
| Total des votes                                            | Total des votes                                            | Total des votes                                            | 308 676                                                    | 100%                                                       |
|                                                            | Les Républicains conservent                                |                                                            |                                                            |                                                            |

### 2024
| Primaire Républicaine de 2024 du 2e district congressionnel de l'Oregon | Primaire Républicaine de 2024 du 2e district congressionnel de l'Oregon | Primaire Républicaine de 2024 du 2e district congressionnel de l'Oregon | Primaire Républicaine de 2024 du 2e district congressionnel de l'Oregon | Primaire Républicaine de 2024 du 2e district congressionnel de l'Oregon |
| ----------------------------------------------------------------------- | ----------------------------------------------------------------------- | ----------------------------------------------------------------------- | ----------------------------------------------------------------------- | ----------------------------------------------------------------------- |
| Parti                                                                   | Parti                                                                   | Candidat                                                                | Votes                                                                   | %                                                                       |
|                                                                         | Républicain                                                             | Cliff Bentz (sortant)                                                   | 73 031                                                                  | 81,3                                                                    |
|                                                                         | Républicain                                                             | Jason Beebe                                                             | 16 403                                                                  | 18,3                                                                    |

| Primaire Démocrate de 2024 du 2e district congressionnel de l'Oregon | Primaire Démocrate de 2024 du 2e district congressionnel de l'Oregon | Primaire Démocrate de 2024 du 2e district congressionnel de l'Oregon | Primaire Démocrate de 2024 du 2e district congressionnel de l'Oregon | Primaire Démocrate de 2024 du 2e district congressionnel de l'Oregon |
| -------------------------------------------------------------------- | -------------------------------------------------------------------- | -------------------------------------------------------------------- | -------------------------------------------------------------------- | -------------------------------------------------------------------- |
| Parti                                                                | Parti                                                                | Candidat                                                             | Votes                                                                | %                                                                    |
|                                                                      | Démocrate                                                            | Dan Ruby                                                             | 33 585                                                               | 84,9                                                                 |
|                                                                      | Démocrate                                                            | Steve William Laible                                                 | 5325                                                                 | 13,5                                                                 |

| Élection de 2024 du 2e district congressionnel de l'Oregon | Élection de 2024 du 2e district congressionnel de l'Oregon | Élection de 2024 du 2e district congressionnel de l'Oregon | Élection de 2024 du 2e district congressionnel de l'Oregon | Élection de 2024 du 2e district congressionnel de l'Oregon |
| ---------------------------------------------------------- | ---------------------------------------------------------- | ---------------------------------------------------------- | ---------------------------------------------------------- | ---------------------------------------------------------- |
| Parti                                                      | Parti                                                      | Candidat                                                   | Votes                                                      | %                                                          |
|                                                            | Républicain                                                | Cliff Bentz (sortant)                                      | TBD                                                        | TBD                                                        |
|                                                            | Démocrate                                                  | Dan Ruby                                                   | TBD                                                        | TBD                                                        |
|                                                            | Constitution                                               | Michael Stettler                                           | TBD                                                        | TBD                                                        |
| Total des votes                                            | Total des votes                                            | Total des votes                                            | TBD                                                        | 100%                                                       |
|                                                            |                                                            |                                                            |                                                            |                                                            |

## Communautés majeures
En raison de sa vaste zone géographique, le 2e district comprend de nombreuses communautés différentes qui fonctionnent de manière totalement indépendante les unes des autres sur le plan social et économique. Vous trouverez ci-dessous une liste des plus grandes zones statistiques du 2e district suivies par le Bureau du Recensement des États-Unis.
| Domaine statistique de base (en) | Recensement de 2020 |
| -------------------------------- | ------------------- |
| Medford MSA                      | 223,259             |
| Bend MSA                         | 198,253             |
| Hermiston-Pendleton MSA          | 92,261              |
| Grants Pass MSA                  | 88,090              |
| Klamath Falls MSA                | 69,413              |
| Ontario MSA                      | 56,957              |
| La Grande MSA                    | 26,196              |
| The Dalles MSA                   | 26,670              |
| Hood River MSA                   | 23,977              |

## Frontières historiques du district
Avant le recensement américain de 2000, la majeure partie du comté de Joséphine faisait partie du district. Après le recensement des États-Unis de 2010, les limites des districts ont été légèrement modifiées pour déplacer certaines parties du Grants Pass du 2e au 4e district,.

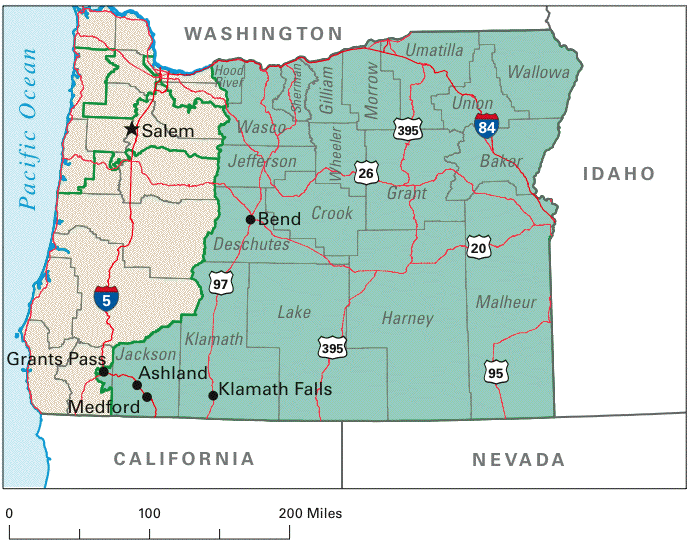
2003 - 2013

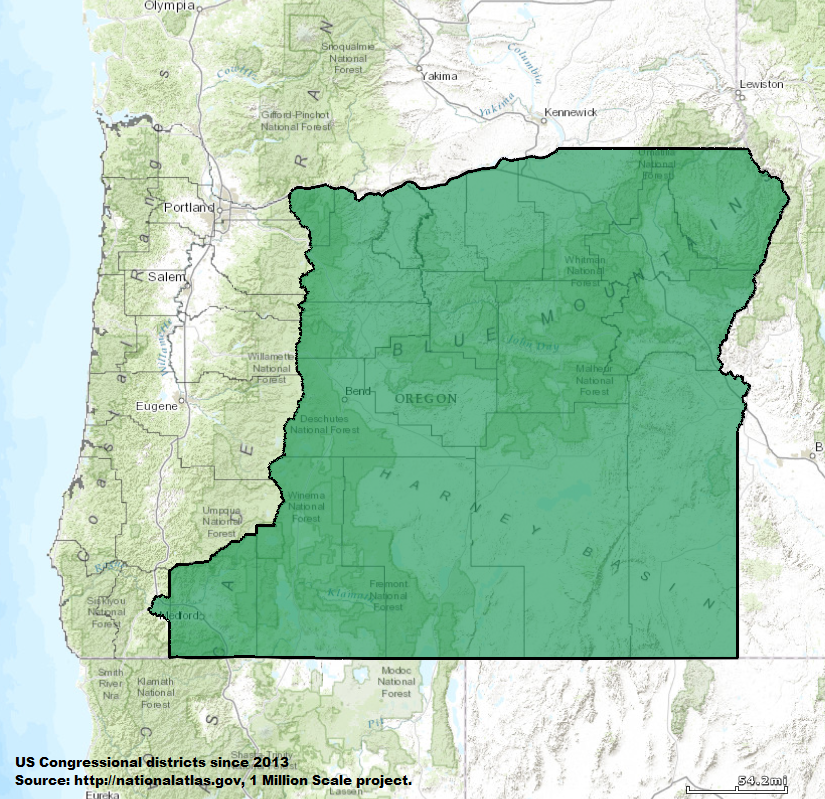
2013 - 2023